# 维纳耶克·达莫德尔·萨瓦尔卡
维纳耶克·达莫德尔·萨瓦尔卡（1883年5月28日—1966年2月26日），印度独立活动家、政治家、作家。他创造了“印度教性”一词。
他曾出版了一本关于1857年印度民族起義的书，結果這本書被英国殖民当局查封。1910年，萨瓦尔卡尔被英国政府逮捕，并被引渡回印度。他被判处终身监禁。1924年，他被英国官员释放。